# Republika Chińska na Letnich Igrzyskach Olimpijskich 1956
Republikę Chińską na Letnich Igrzyskach Olimpijskich 1956 reprezentowało 20 zawodników. Był to czwarty start reprezentacji Chin (Republiki Chińskiej) na letnich igrzyskach olimpijskich.

## Skład kadry

### Boks
Mężczyźni
- Lee Shih-chuan - waga półśrednia - 9. miejsce

### Koszykówka
Mężczyźni
- Chen Tsu-li, Chien Kok-ching, Hoo Cha-pen, James Yap, Lai Lam-kwong, Ling Jing-huan, Loo Hor-kuay, Tong Suet-fong, Willie Chu, Wu Yet-an, Yung Pi-hock - 11. miejsce

### Lekkoatletyka
Mężczyźni
- Tsai Cheng-fu - 400 metrów przez płotki - odpadł w eliminacjach
- Yang Chuan-kwang

Skok wzwyż - 20. miejsce
Dziesięciobój - 8. miejsce
- Ling Te-sheng - skok w dal - 16. miejsce
- Wu Chun-tsai - trójskok - 26. miejsce

### Podnoszenie ciężarów
Mężczyźni
- Song Re-nado - waga kogucia - 9. miejsce
- Lim Jose-ning - waga piórkowa - niesklasyfikowany
- Ko Bu-beng - waga średnia - 12. miejsce

### Strzelectwo
Mężczyźni
- Wu Tao-yan

Karabin dowolny, trzy postawy, 300 m - 15. miejsce
Karabin małokalibrowy, trzy postawy, 50 m - 22. miejsce
Karabin małokalibrowy, leżąc, 50 m - 19. miejsce